# Meierei (Radebeul)
Die Meierei ist eine ehemalige Ausflugsgaststätte und heutiges Wohnhaus in der Lößnitzgrundstraße 82/84 im Stadtteil Kötzschenbroda Oberort der sächsischen Stadt Radebeul. Als eine der sieben historischen Wassermühlen der Lößnitz liegt das Anwesen im Lößnitzgrund direkt beim Haltepunkt Lößnitzgrund der Lößnitzgrundbahn. Nicht weit entfernt befindet sich das Bilzbad.

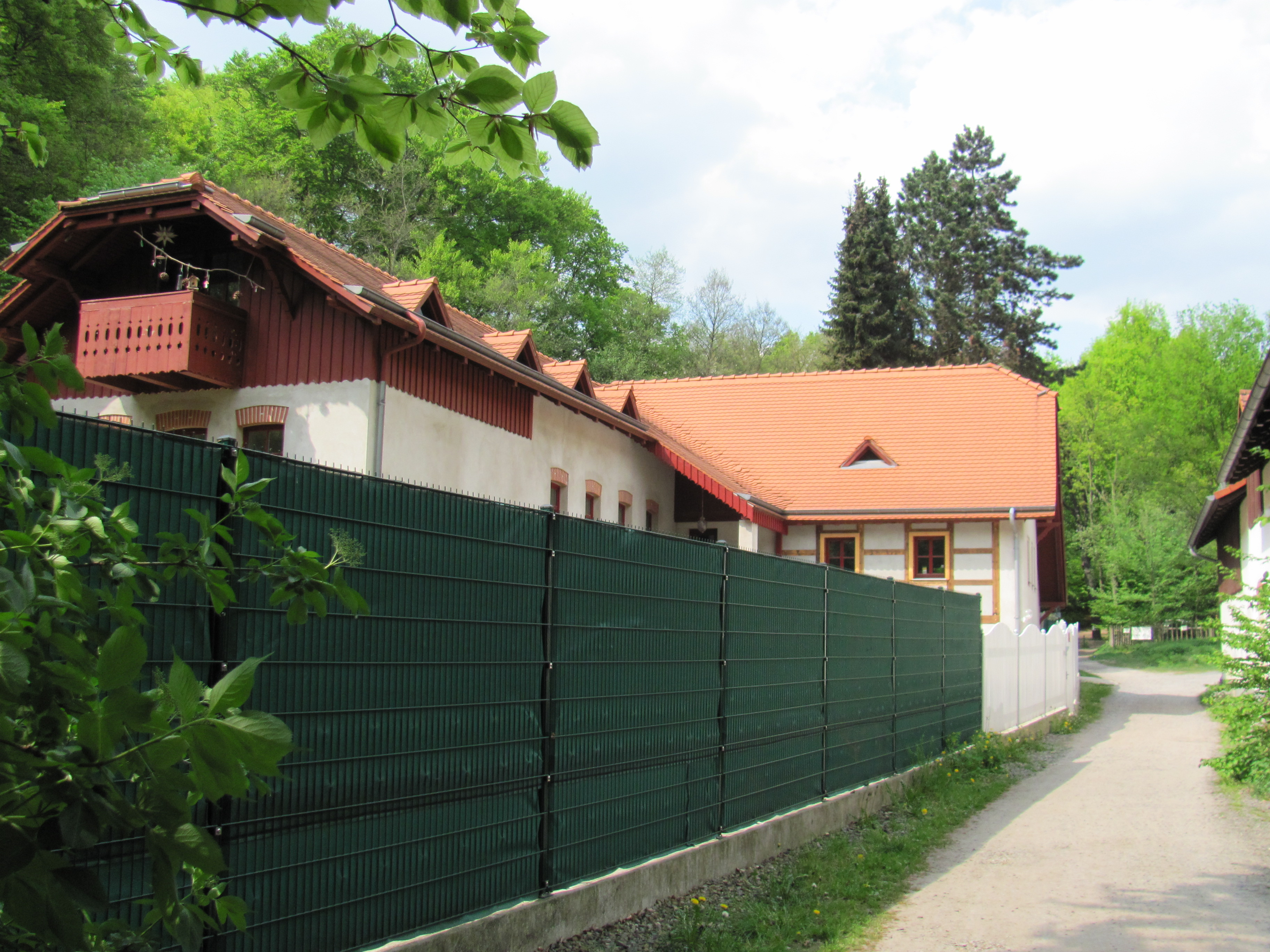
Meierei, Hauptgebäude (2014)

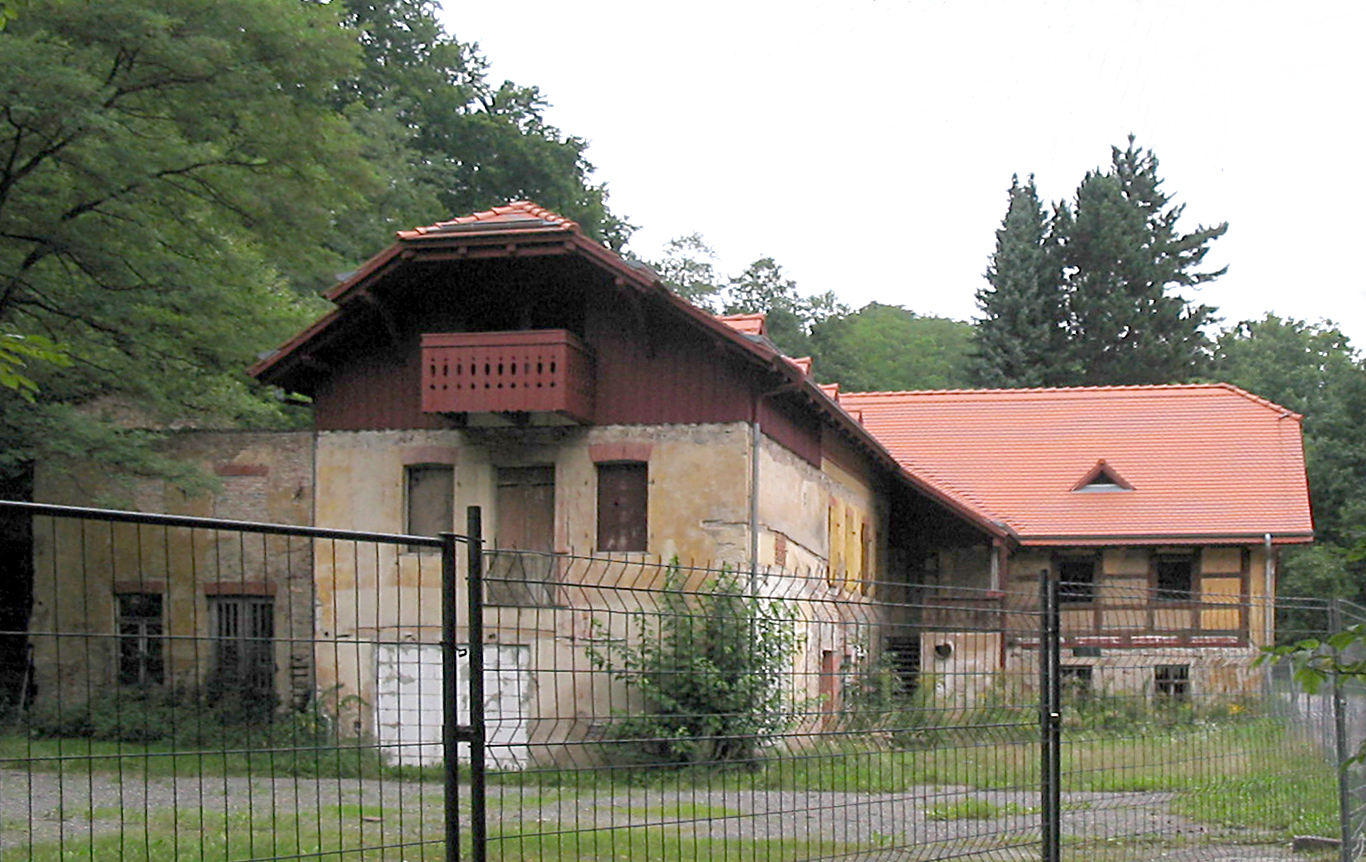
Meierei, Hauptgebäude (2013)

## Beschreibung

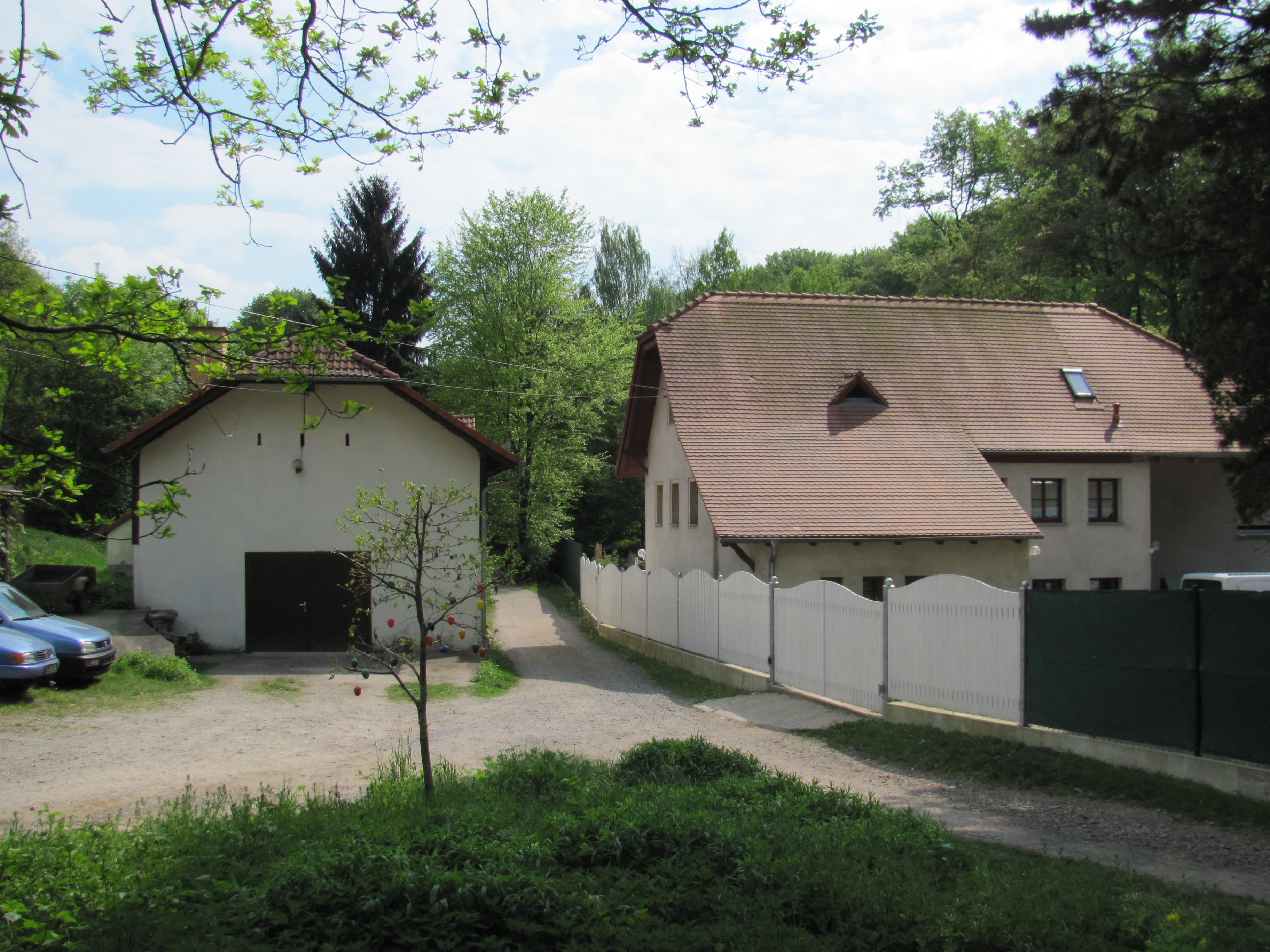
Meierei von Norden (2014)

Das Hauptgebäude mit der Nummer 84 ist ein zweigeschossiger Putzbau mit weit vorkragendem Krüppelwalmdach. Das Obergeschoss ist teilweise in Zierfachwerk, ein Giebel mit Balkon ist oben verbrettert. Die Wetterfahne trägt das Datum 1881, der Kern des Gebäudes geht auf die Jahre um 1800 zurück. Die beiden kleineren Nebengebäude (Lößnitzgrundstraße 82) liegen direkt entlang des Bahngleises. Die Meierei wurde 2009 von Radebeuler Unternehmern gekauft und in den nachfolgenden Jahren grundlegend saniert. Seitdem wird das Anwesen als Wohngebäude genutzt.

## Geschichte
Nahe der Einmündung des Dorfgrunds in den Lößnitzgrund stand die 1547 ersterwähnte Peter Meisters Mühle, eine der Wassermühlen am Lößnitzbach. 1570 wurde sie wiederum erwähnt, diesmal als Iltzsches Mühle. Die Mahl- und Schneidemühle wurde bis um 1900 betrieben.
Auf dem Anwesen betrieb der seinerzeitige Besitzer Johann Christian Schmidgen ab 1841 auch einen Ausschank. 1881 stellten die neuen Eigentümer, die Baumeister Gebrüder Ziller, die Mühle auf Dampfbetrieb um und richteten eine Landgaststätte ein, die 1882 als Maierei (mit a) eröffnet wurde. Der Name leitete sich von dem kleinen Milchbetrieb her, der zusammen mit einer Bäckerei zusätzlich zum Mahlbetrieb auf dem Grundstück betrieben wurde. Der erste Pächter war F. E. Kramer.

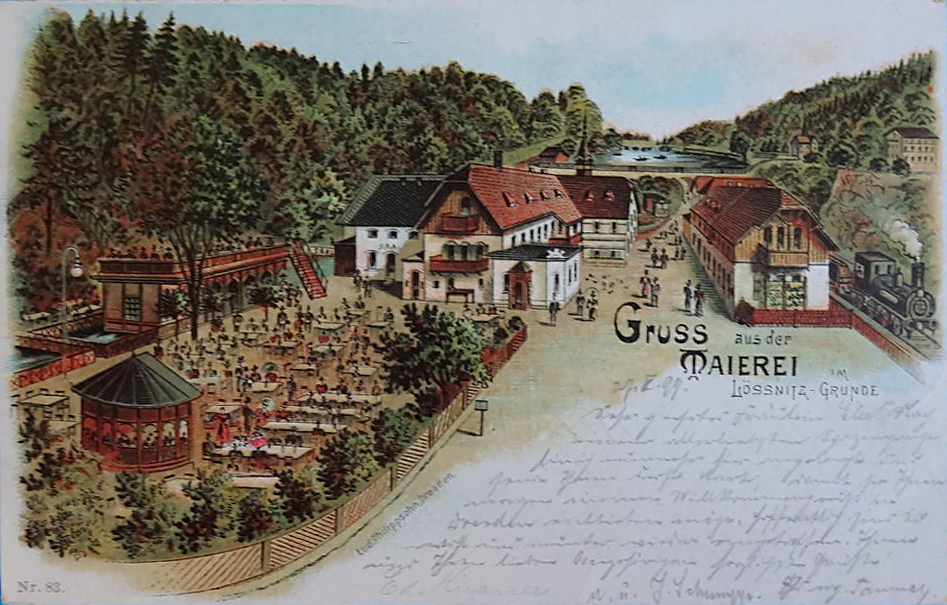
Maierei im Lössnitz-Grunde. Ansichtskarte von 1899

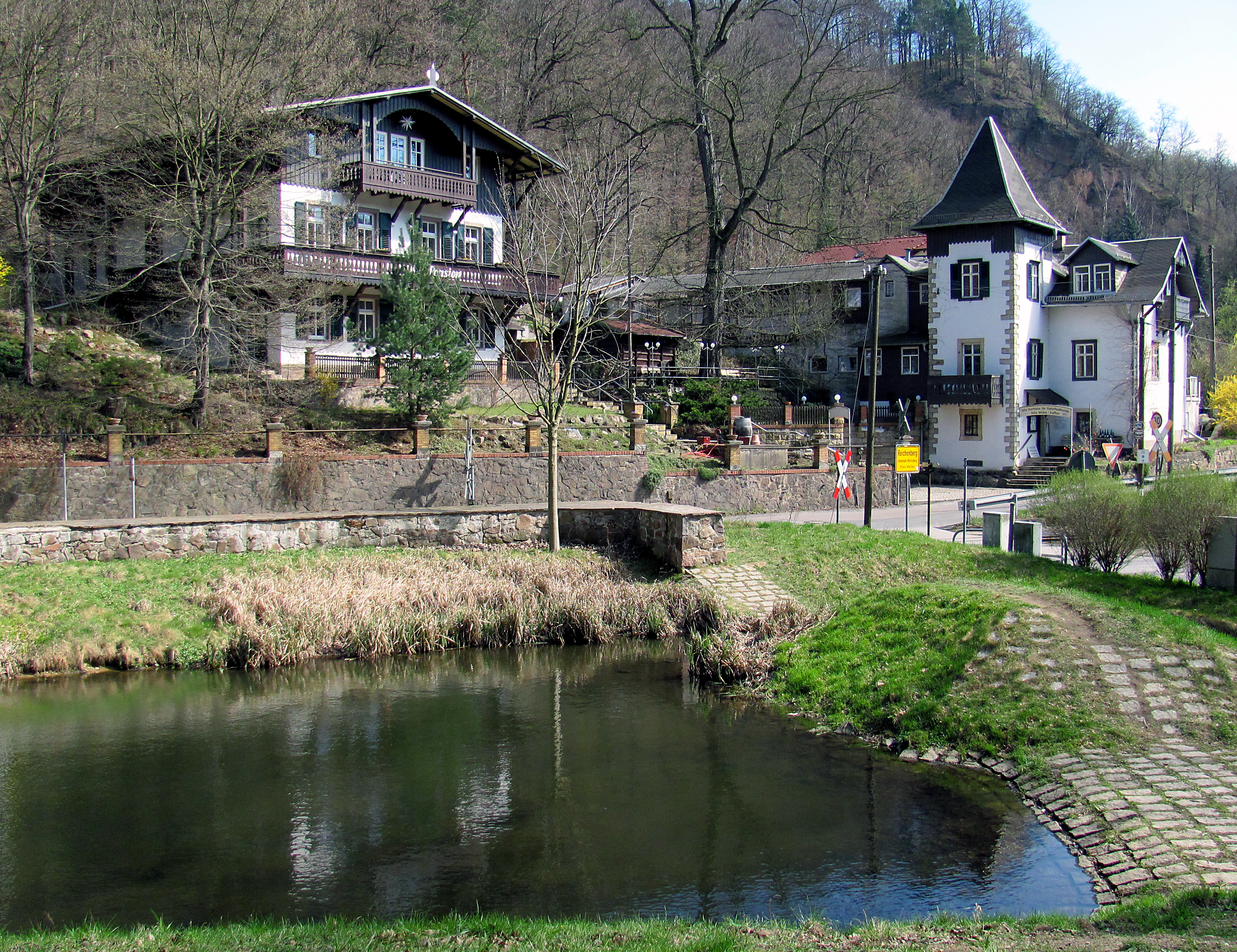
Meiereiteich flussaufwärts beim Bilzkurhaus

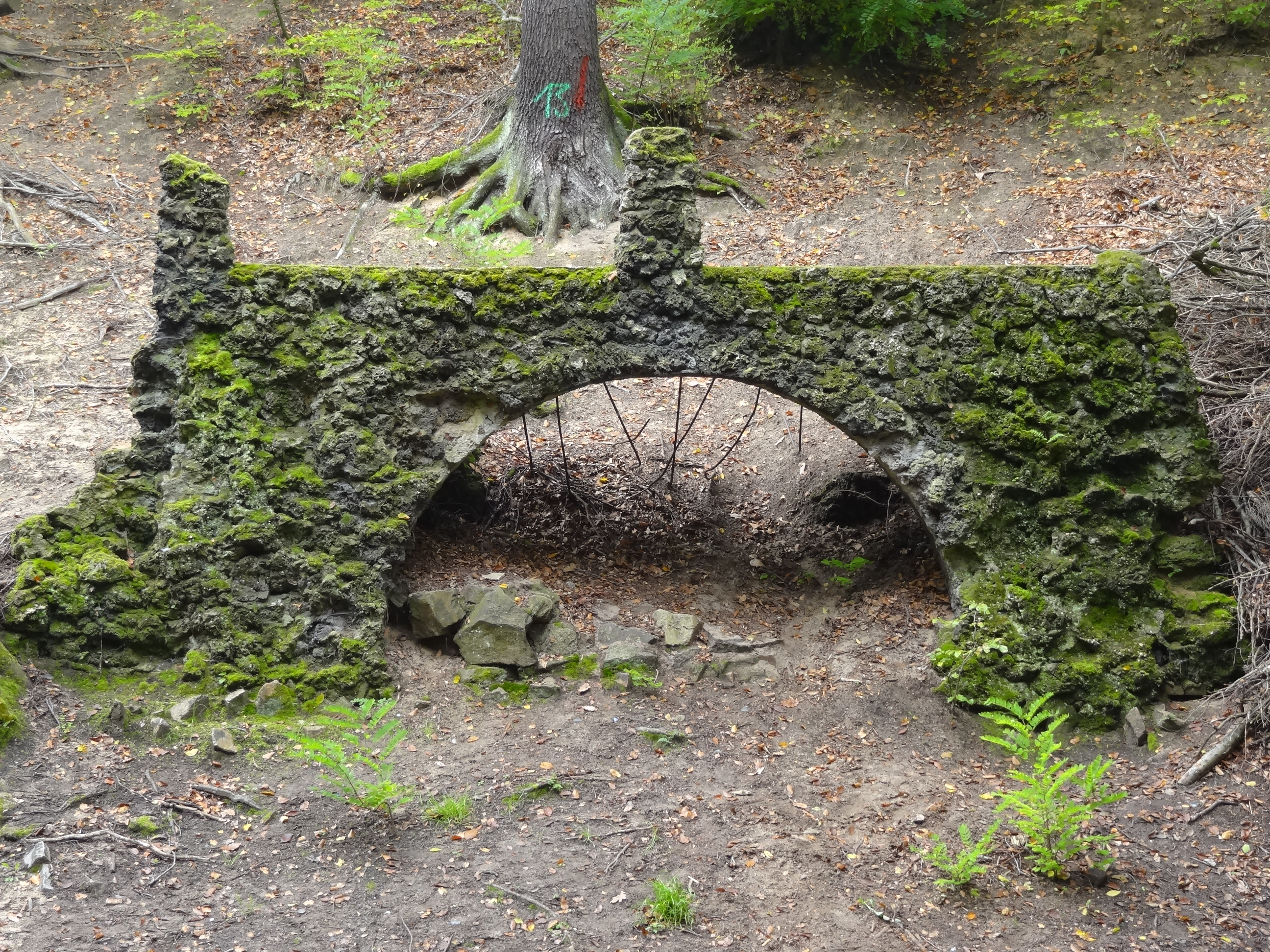
Fundament der Musikkapellenplattform am Rand des ehemaligen Gästegartens

Nach dem Tod des älteren Ziller-Bruders Moritz Ziller sowie Pächterwechseln wurde 1897 das Anwesen an den Sodawasserfabrikanten Franz Ernst verkauft. Dieser modernisierte und vergrößerte den Restaurationsbetrieb zur Tanz- und Ausflugsgaststätte, die sich auch aufgrund der Anbindung an die Schmalspurbahn zwischen Radebeul und Radeburg zu einem beliebten touristischen Anziehungspunkt im Dresdner Umland entwickelte. Nach der Einstellung des Mahlbetriebs im Jahr 1900 wurde der Mühlenteich als Gondelteich benutzt. In den folgenden Jahren war die Ausflugsgaststätte regelmäßiger Auftrittsort der Lößnitz-Kapelle, des einheimischen Sinfonieorchesters.
In den 1950er Jahren wurde das Anwesen verstaatlicht und 1960 saniert, musste jedoch aufgrund hygienischer Mängel 1976 geschlossen werden. Die ursprünglich auf dem Gebiet von Reichenberg gelegene Meierei (jetzt mit e) kam Mitte der 1990er Jahre zum Gebiet der Stadt Radebeul hinzu und wurde 1996 durch die Stadt erworben. 1997/1998 wurden die denkmalgeschützten Gebäude entkernt und die Dächer saniert.
Im November 2009 kauften die neuen Eigentümer das Anwesen und begannen mit der dringend notwendigen Sanierung zum Wohnobjekt. Seit Mai 2013 wird das ehemalige Heizhaus der Meierei als Gartenwirtschaft bewirtschaftet.